# Птица-попутчик
Птица-попутчик (лат. Pycnoptilus floccosus) — австралийский вид воробьинообразных птиц из семейства шипоклювковых (Acanthizidae), выделяемый в монотипический род птиц-попутчиков (Pycnoptilus). Длина тела — 17—19 см, масса около 27 г; длина крыла — 6,2 см, длина хвоста — 2,6 см. Оперение птицы — бурое и серое. Населяет умеренные влажные склерофитовые леса, реже дождливые леса.

## Подвиды
Международный союз орнитологов выделяет два подвида:
- Pycnoptilus floccosus floccosus Gould, 1851 — горы Сноуи в Новом Южном Уэльсе, на юго-востоке Австралии
- Pycnoptilus floccosus sandlandi Mathews, 1912 — прибрежные районы Нового Южного Уэльса и восток Виктории